# César de la Peña
César Francisco de la Peña Rentería (ur. 22 czerwca 1991 w Monterrey) – meksykański piłkarz występujący na pozycji środkowego pomocnika, obecnie zawodnik Monterrey.

## Kariera klubowa
De la Peña pochodzi z miasta Monterrey i karierę piłkarską rozpoczynał jako szesnastolatek w tamtejszej czwartoligowej ekipie Universidad de Monterrey. Po kilkunastu miesiącach jego udane występy w Tercera División zaowocowały przenosinami do akademii juniorskiej lokalnego potentata – CF Monterrey. Do pierwszego zespołu został włączony w wieku dwudziestu lat przez szkoleniowca Víctora Manuela Vuceticha i w meksykańskiej Primera División zadebiutował 7 października 2011 w wygranym 3:2 spotkaniu z Estudiantes Tecos. Dwa miesiące później wziął udział w Klubowych Mistrzostwach Świata, gdzie zajął z Monterrey piąte miejsce, zaś w wiosennym sezonie Clausura 2012 zdobył z Monterrey wicemistrzostwo Meksyku, pozostając jednak głębokim rezerwowym drużyny (tylko jeden ligowy występ). W tym samym roku triumfował w najbardziej prestiżowych rozgrywkach Ameryki Północnej – Lidze Mistrzów CONCACAF oraz ponownie wystąpił na Klubowych Mistrzostwach Świata, tym razem plasując się na trzeciej lokacie.
W 2013 roku De la Peña po raz drugi z rzędu wygrał z Monterrey północnoamerykańską Ligę Mistrzów, lecz wobec nikłej szansy na regularne występy zdecydował się odejść na wypożyczenie do niżej notowanego zespołu Chiapas FC z miasta Tuxtla Gutiérrez. Tam spędził rok bez większych sukcesów, lecz mimo częstej gry pojawiał się na ligowych boiskach niemal wyłącznie jako rezerwowy. W lipcu 2014 został natomiast wypożyczony do drugoligowego klubu Atlético San Luis z siedzibą w San Luis Potosí, gdzie jako kluczowy zawodnik dotarł do finału rozgrywek Ascenso MX w sezonie Clausura 2015. Bezpośrednio po tym powrócił do najwyższej klasy rozgrywkowej, zasilając – również na zasadzie wypożyczenia – drużynę Tiburones Rojos de Veracruz. Po zanotowaniu zaledwie jednego ligowego meczu w pół roku, został ściągnięty przez Flavio Davino (swojego byłego trenera z San Luis) na wypożyczenie do drugoligowego Alebrijes de Oaxaca, gdzie również występował przez sześć miesięcy.

## Statystyki kariery
| UdeM      | 2007–2008 | Meksyk | Tercera División | 25  | 1 | —  | — | —   | — | — | 25  | 1 |
| UdeM      | 2008–2009 | Meksyk | Tercera División | 17  | 2 | —  | — | —   | — | — | 17  | 2 |
| Monterrey | 2008–2009 | Meksyk | Liga MX          | 0   | 0 | —  | — | —   | — | — | 0   | 0 |
| Monterrey | 2009–2010 | Meksyk | Liga MX          | 0   | 0 | —  | — | —   | — | — | 0   | 0 |
| Monterrey | 2010–2011 | Meksyk | Liga MX          | 0   | 0 | —  | — | —   | — | — | 0   | 0 |
| Monterrey | 2011–2012 | Meksyk | Liga MX          | 4   | 0 | —  | — | LMC | 3 | 0 | 7   | 0 |
| Monterrey | 2012–2013 | Meksyk | Liga MX          | 15  | 0 | —  | — | LMC | 5 | 0 | 20  | 0 |
| Chiapas   | 2013–2014 | Meksyk | Liga MX          | 19  | 0 | 9  | 0 | —   | — | — | 28  | 0 |
| San Luis  | 2014–2015 | Meksyk | Ascenso MX       | 27  | 2 | 4  | 1 | —   | — | — | 31  | 3 |
| Veracruz  | 2015–2016 | Meksyk | Liga MX          | 1   | 0 | 4  | 0 | —   | — | — | 5   | 0 |
| Alebrijes | 2015–2016 | Meksyk | Ascenso MX       | 15  | 1 | 3  | 0 | —   | — | — | 18  | 1 |
| Monterrey | 2016–2017 | Meksyk | Liga MX          | 0   | 0 | —  | — | LMC | 0 | 0 | 0   | 0 |
| Ogółem    | Ogółem    | Ogółem | Ogółem           | 123 | 6 | 20 | 1 | LMC | 8 | 0 | 151 | 7 |

Legenda:
- LMC – Liga Mistrzów CONCACAF